# Oresitrophe
Oresitrophe é um género botânico pertencente à família Saxifragaceae.
1. ↑  «Oresitrophe — World Flora Online». www.worldfloraonline.org. Consultado em 19 de agosto de 2020